# S-500
L'S-500 Prometeij (in cirillico C-500 Прометей, lit. Prometeo, nome in codice NATO SA-?), anche noto come 55R6M Triumfator-M, è un sistema missilistico anti-balistico mobile di fabbricazione russa, progettato per neutralizzare bersagli in volo ipersonico, AWACS e missili balistici intercontinentali a testata multipla, operando fino a 600 km di distanza e 200 km di altitudine.
Sviluppato dalla Almaz-Antey, già progettista dei sistemi antiaerei S-400 di cui rappresenta un ulteriore sviluppo, tra le file delle forze armate russe l'S-500 è destinato a supportare, o addirittura sostituire, il sistema ABM A-135 e ad integrarsi nel network formato dagli S-400, S-350 ed S-300V con l'obiettivo di creare una fitta difesa aerea multi-strato. In grado di ingaggiare fino a 10 bersagli ipersonici simultaneamente, offre una copertura dello spazio aereo a 360 gradi. Per via delle peculiari caratteristiche, l'S-500 può essere utilizzato anche in funzione anti-satellite e per questo motivo è stato definito anche quale sistema di difesa spaziale di 1ª generazione.
Nel maggio del 2018, le forze aerospaziali russe hanno condotto un test che ha permesso di registrare un nuovo record di distanza per l'abbattimento di un bersaglio con missili terra-aria. Secondo alcune fonti vicine all'intelligence statunitense, l'S-500 è stato in grado di abbattere un bersaglio in volo a 481,2 km di distanza, migliorando il precedente record mondiale di più di 80 km (50 miglia).
L'inizio della produzione dell'S-500 è stato annunciato il 30 giugno 2019  ed i primi esemplari, seppur in servizio attivo limitato, sono stati schierati a protezione dell'Oblast di Mosca ad ottobre 2021 in anticipo rispetto alle prime stime di consegna previste per il giugno 2022.

## Sviluppo
In Russia, l'inizio dei lavori di sviluppo per la creazione di un sistema di difesa aerea di nuova generazione, sono iniziati nel 2002 sulla base di una lettera d'intenti contenente una serie di requisiti recepiti dall'allora NPO Almaz. Dal 2004 al 2006 il progetto ha assunto il nome in codice "The Lord", per poi assumere l'attuale denominazione a partire dal 2009. La fase di progettazione iniziale è terminata nell'agosto 2011.
A novembre 2013, il generale kazako Alexander Golovko affermò che la società sviluppatrice Almaz-Antey aveva già prodotto e testato alcuni elementi del nuovo sistema anti-missile e che dei campioni sarebbero stati assegnati alle truppe nel giro di pochi anni per effettuare i test di rito.
Verso la fine del febbraio 2014, la presidenza del Presidium del Consiglio di esperti della difesa aerospaziale confermò l'accumulo di un non ben precisato ritardo nello sviluppo e test di un nuovo missile antiaereo a lungo raggio per il complesso S-500. Allo stesso tempo, si osservò che la revisione al ribasso delle aspettative per il sistema d'arma rispetto ai requisiti emessi inizialmente fosse un'ipotesi probabile.
Nel febbraio 2017 l'adozione dell'S-500 presso le file della VKS, che era inizialmente prevista per il 2016, viene posticipata al 2020. Nella primavera dello stesso anno, il comandante in capo delle forze aerospaziali russe il generale Viktor Bondarev ha affermato che il sistema S-500 è in fase di sviluppo accelerato per permettergli di entrare in servizio nel prossimo futuro. Afferma, inoltre, che l'Accademia militare aveva già iniziato ad addestrare gli specialisti che utilizzeranno il sistema.
Il 30 giugno 2019, il direttore generale di Rostec, Sergei Chemezov, ha annunciato l'inizio della produzione dei sistemi antimissile e di difesa aerea S-500.
Il 17 settembre dello stesso anno, Chemezov, in un'intervista pubblicata sui media, ha dichiarato che la produzione in serie è prevista per la seconda metà del 2020.
L'avvio dei test di stato per l'accettazione del sistema nelle forze armate, è stato confermato il 24 agosto 2020 mentre il primo contratto di fornitura di 10 sistemi S-500 destinati al Ministero della Difesa russo è stato siglato a luglio 2021, a pochi mesi dal termine dei test statali conclusi con esito positivo.
Il 13 ottobre 2021 il primo set di S-500 è entrato in servizio attivo nella regione di Mosca, alle dipendenze della 15ª Armata con compiti speciali delle Forze aerospaziali russe.

## Caratteristiche
Il compito principale dell'S-500 è quello di neutralizzare attacchi di missili balistici a medio raggio (3 000-5000 km) a copertura di regioni, grandi città, poli industriali ed obiettivi strategici di varia natura.
Le capacità del sistema, in termini di gittata, potenza di fuoco e prestazioni velocisitiche del munizionamento, permettono una grande flessibilità nel tipo di bersagli da intercettare: oltre agli IRBM, l'S-500 può essere utilizzato contro bersagli in volo ipersonico (Mach > 5), satelliti in orbita bassa nonché testate ICBM in finale di volo, e, entro certi limiti, anche in fase di separazione dal vettore.
Questo range così ampio di bersagli acquisibili è possibile grazie all'uso di missili anti-missile 77N6-N e 77N6-N1 entrambi capaci di volo ipersonico. I missili dell'S-500 sono i primi missili di fabbricazione russa pensati per neutralizzare gli ICBM per colpo diretto (Hit-to-kill): le testate sono sprovviste di carica esplosiva, sostituita invece da materiale inerte. Si suppone che l'S-500 verrà schierato a protezione dei silo ICBM russi, per neutralizzare un potenziale strike nucleare preventivo.
Il tempo di reazione del sistema ad una minaccia in avvicinamento è inferiore ai 4 secondi, contro i 9 necessari all'S-400 per acquisire, ingaggiare, calcolare la traiettoria di tiro e lanciare il proprio missile. Il tempo necessario per passare dalla configurazione di trasferimento a sistema in servizio attivo (radar in funzione, lanciatori eretti) è inferiore ai 10 minuti.
L'S-500 agisce di concerto agli S-400, S-350 ed S-300V formando così un sistema di difesa integrato.

## Composizione
Un'unità del sistema S-500 è composta dai seguenti elementi:
- 1x lanciatore 77P6 a due tubi di lancio
- 2x posti comando 55K6MA e 85Zh6-2
- 1x radar di ricerca e acquisizione bersagli in bande X ed S, 91N6E(M)
- 1x radar di acquisizione bersagli 96L6-TsP
- 1x radar di ingaggio multifunzione 76T6
- 1x radar di ingaggio per missili balistici 77T6 ABM